# جيري (يابانية)

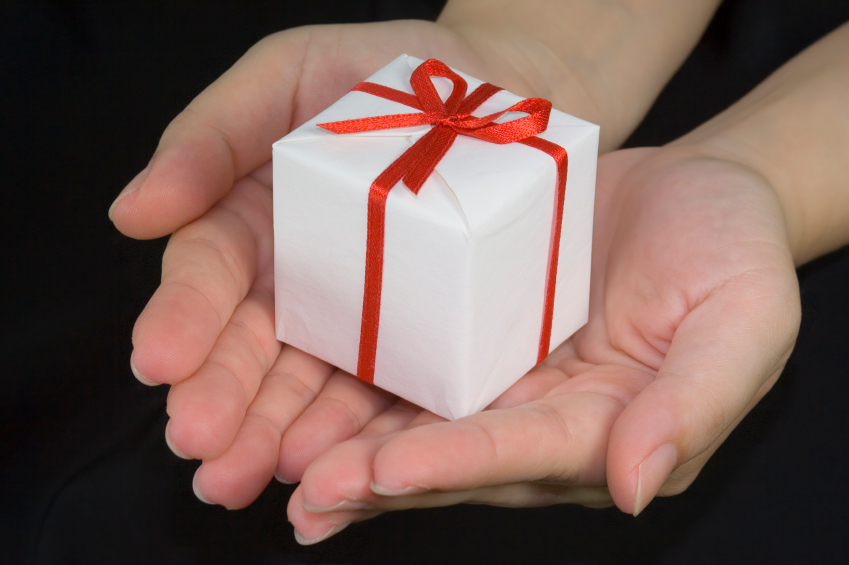

«جيري» (義理) هي قيمة اجتماعية يابانية تدل على تضحية الذات من أجل المصلحة العليا. وهي قيمة أساسية من قيم المجتمع اليابانية المحورية إن كان بالنسبة للعائلة أو جهات العمل أو المجتمع وحتى الحكومات. وسببت هذه القيمة العديد من النقاشات حول العلاقة بين الفرد والمصلحة العامة وتناولتها الروايات والقصص اليابانية منذ زمن بعيد. وفي عصرنا الحديث، هناك انتقادات كبيرة لاتجاه الأجيال الجديدة في الابتعاد عن الجيري وإعطاء أهمية أكبر للفردانية على حساب المصلحة العامة.

## التعريف
لا يوجد تعبير عربي جيد يشرح المعنى الكامل لكلمة «جيري». فلها معنى «واجب» و «التزام اجتماعي» وبـ«عبء اجتماعي» و«التضحية بالنفس».

## السلوك
للجيي تعابير متعددة في السلوكيات اليابانية، مثلا:
1. تقديم الهدايا: تتحكم الجيري بعمليات تبادل الهدايا فمثلا، على الزملاء تقديم الشوكولا في يوم فالنتين حتى ولم يكونوا بعلاقة فيما بينهم، كما يجب رد الهدية بهدية ذات قيمة مماثلة أو أعلى.
2. الولاء لرب العمل: فالعامل يطيع رب العمل طاعة عمياء، بالمقابل، يتقيد رب العمل بعدم طرد الموظفين.
3. الخدمات: يعتبر اياباني أنه ملزم في تقديم أجدر الخدمات والقيام بعمله على أكمل وجه من دون أن يكون لإتقانه أي نفع شخصي بخلاف العامل الغربي الذي ينتظر فائدة لما يقوم به بالعمل.

يرجع علماء التاريخ الاجتماعي هذه السلوكية إلى النظام الإقطاعي الزراعي للمجتمع الياباني. كما يرى البعض أن نظام الساموراي هو من وضع أسس هذه السلوكية.